# Nghĩa Đô (phường)
Nghĩa Đô là một phường thuộc thành phố Hà Nội, Việt Nam.

## Địa lý
Sau sắp xếp phường có diện tích tự nhiên 4,35 km2, quy mô dân số 96.318 người. Phường Nghĩa Đô có vị trí địa lý:
- Phía Đông tiếp giáp các phường Tây Hồ, Ngọc Hà, Giảng Võ (ranh giới đi theo sông Tô Lịch - đường Võ Chí Công)
- Phía Tây tiếp giáp phường Phú Diễn (ranh giới đi theo đường Phạm Văn Đồng)
- Phía Nam tiếp giáp phường Cầu Giấy (ranh giới đi theo đường Trần Quốc Hoàn - đường Nguyễn Phong Sắc - đường Trần Đăng Ninh - phố Chùa Hà - đường Nguyễn Văn Huyên - phố Nguyễn Khánh Toàn)
- Phía Bắc tiếp giáp phường Xuân Đỉnh (ranh giới đi theo đường giao thông quy hoạch - đường bao khu đô thị Star Lake)

## Lịch sử
Phường Nghĩa Đô ngày nay tương ứng với hai xã Nghĩa Đô, Đoài Môn và phường Bái Ân thời phong kiến. Trong đó, xã Nghĩa Đô gồm bốn thôn là: Tiên Thượng (làng Tân), Trung Nha (làng Nghè), Vạn Long (làng Dâu) và An Phú (không có tên Nôm) thuộc tổng Dịch Vọng, huyện Từ Liêm, phủ Quốc Oai, trấn Sơn Tây.
Năm 1831, thuộc phủ Hoài Đức tỉnh Hà Nội.
Năm 1904, trở đi thuộc tỉnh Hà Đông.
Sau Cách mạng tháng Tám năm 1945, xã Nghĩa Đô được chia thành hai xã là Nghĩa Đô Thượng (gồm làng Tân và làng Nghè) và Nghĩa Đô Hạ (làng Dâu và làng An Phú), thuộc khu Đại La, ngoại thành Hà Nội. Trong kháng chiến chống Pháp, Nghĩa Đô thuộc quận Quảng Bá, Đại lý Hoàn Long do chính quyền thân Pháp kiểm soát; phía chính quyền kháng chiến thì nhập xã Nghĩa Đô với xã Đoài Môn thành xã Nghĩa Môn thuộc quận IV, sau đổi là huyện Trấn Tây, ngoại thành Hà Nội.
Tháng 10 năm 1954, sau khi giải phóng Thủ đô, xã Nghĩa Đô sáp nhập với xã An Thái (Yên Thái) (gồm cả phường Bái Ân cũ) thành xã Thái Đô, quận V.
Năm 1961, cắt làng An Thái về khu phố Ba Đình (nay là phường Bưởi, quận Tây Hồ), còn lại xã Nghĩa Đô thuộc huyện Từ Liêm.
Ngày 13 tháng 10 năm 1982, Hội đồng Bộ trưởng ban hành Quyết định số 173-HĐBT về việc thành lập thị trấn Nghĩa Đô trên cơ sở xã Nghĩa Đô và trường Nguyễn Ái Quốc Trung ương, Viện khoa học xây dựng và bệnh viện E thuộc huyện Từ Liêm.
Ngày 17 tháng 4 năm 1992, Ban Tổ chức cán bộ Chính phủ ban hành Quyết định số 226/QĐ-TCCP về việc thành lập thị trấn Nghĩa Tân trên cơ sở các khu tập thể thuộc thị trấn Nghĩa Đô thuộc huyện Từ Liêm.
Ngày 22 tháng 11 năm 1996, Chính phủ ban hành Nghị định số 74-CP về việc:
- Thành lập quận Cầu Giấy thuộc thành phố Hà Nội.
- Thành lập phường Nghĩa Đô thuộc quận Cầu Giấy trên cơ sở 128,7 ha diện tích tự nhiên và 13.753 nhân khẩu của thị trấn Nghĩa Đô thuộc huyện Từ Liêm.

Ngày 16 tháng 6 năm 2015, Quốc hội Việt Nam quyết định sắp xếp toàn bộ diện tích tự nhiên, quy mô dân số của phường Nghĩa Tân, một phần diện tích tự nhiên, quy mô dân số của các phường Cổ Nhuế 1, Mai Dịch, Nghĩa Đô, Xuân La, Xuân Tảo, phường Dịch Vọng, Dịch Vọng Hậu, Quan Hoa thành phường mới có tên gọi là phường Nghĩa Đô.

## Văn hóa
Đền Trung Nha ở Nghĩa Đô, Cầu Giấy, Hà Nội thờ tướng Trần Công Tích, vị quan dưới triều Đinh, quê ở trang Đông Lộc (Hưng Yên).
Theo thần tích 2 thôn, 5 xã thuộc tổng Dịch Vọng, huyện Từ Liêm, phủ Hoài Đức, tỉnh Hà Đông thì xã Dịch Vọng Tiền xưa còn thờ Dũng Vũ Hoàng Đế Đại Vương và Châu Lý Đông Cung Đại Vương triều Đinh.